# Cheiloneurella binotativentris
Cheiloneurella binotativentris är en stekelart som beskrevs av Girault 1915. Cheiloneurella binotativentris ingår i släktet Cheiloneurella och familjen sköldlussteklar. Inga underarter finns listade i Catalogue of Life.